# Transports en Corée du Sud

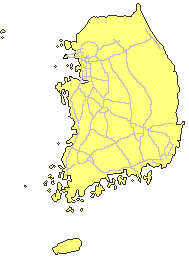
Carte des voies express en Corée du Sud

La Corée du Sud possède différents types de moyens de transport :

## Transport ferroviaire
Le réseau ferroviaire sud-coréen comptait en 2005, 3 378 km de voies ferrées, dont 39 % des lignes sont constituées de doubles-voies et 49,5 % sont électrifiées 1 672 km de voies électrifiées).
Le 31 mars 2004 a été inaugurée la LGV (ligne à grande vitesse) entre Séoul et Daegu de 235 km pour le KTX (utilisant la même technologie que le TGV) avec une amélioration de la ligne classique jusqu’à Pusan (Busan sur la carte) soit un total de 412 km. Cette LGV comporte 83 tunnels — dont deux de 17 et 20 km — et 148 viaducs.

## Transport routier

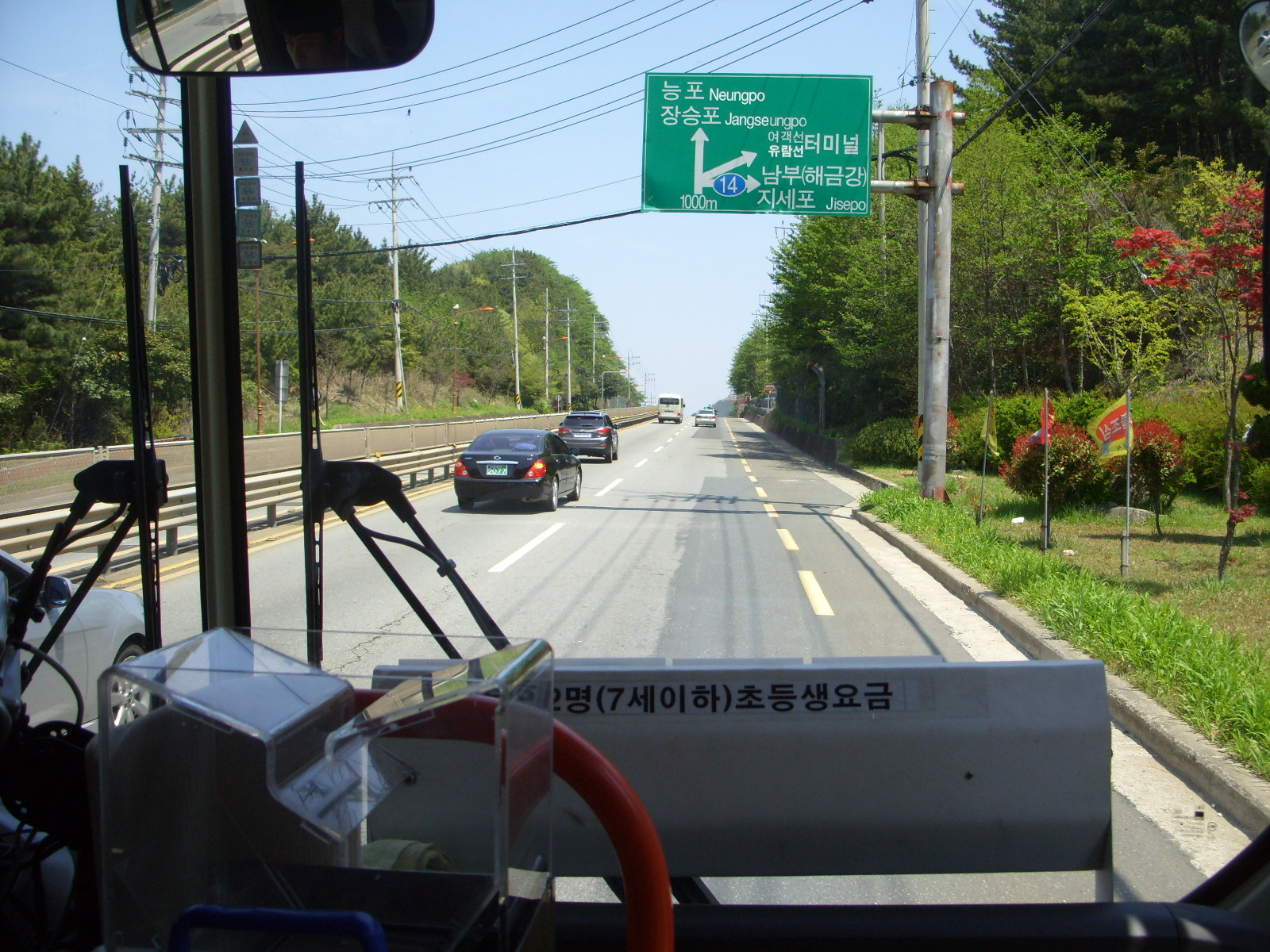
Route en Corée du Sud

La Corée du Sud possède un réseau de 88 775 km de routes, dont 1 889 km d’autoroutes, sur lesquelles circulent plus de 14 millions de véhicules immatriculés.
En 2019, 1981 personnes ont été tuées sur les routes de Corée.
En 2020, le nombre annuel de tués dans les accidents de circulation diminue de 335.
En 2020, 1646 personnes ont été tuées sur les routes de Corée.

## Transport aérien
Korean Air est la principale compagnie aérienne sud-coréenne membre de la Skyteam, elle propose à ses 23,3 millions de passagers pas moins 121 destinations sur 41 pays.
Asiana est la deuxième compagnie aérienne la plus importante, membre de Star Alliance.
| \| 50 km1:8 448 000 \| Cheongju Daegu Busan · Gimhae Séoul · Gimpo Gunsan Gwangju Séoul · Incheon Jeju Muan Pohang Sachéon Ulsan Wonju Yangyang Yeosu |
| 50 km1:8 448 000 |

Le principal aéroport de Corée de Sud est l'aéroport international d'Incheon, nommé 2e en 2010 comme meilleur aéroport mondial par Skytrax.

## Transport maritime
La Corée du Sud disposait au 1er janvier 2013 de la cinquième flotte de marine marchande du monde. Celle-ci se composait de 1576 navires, qui totalisaient 75 095 806 tonnes de poids en lourd, dont une part de 77,86% est immatriculée à l'étranger.
Au 1er janvier 2015, la Corée du Sud disposait de la sixième flotte de marine marchande du monde en tonnage, avec 80 181 000 tonnes de poids en lourd.